# Huawei G8
Huawei G8 (Huawei GX8 у США) — смартфон середнього рівня, розроблений компанією Huawei. Був представлений 2 вересня 2015 року на IFA 2015 разом з Huawei Mate S. В деяких країнах смартфон продавався під назвою Huawei G7 Plus, а в Китаї — Huawei Maimang 4.

## Дизайн
Екран смартфона виконаний зі скла. Корпус виконаний з алюмінію з пластиковими вставками зверху та знизу.
Знизу розміщені роз'єм microUSB, динамік та стилізований під динамік мікрофон. Зверху розташовані другий мікрофон та 3.5 мм аудіороз'єм. З лівого боку розташований гібридний слот під 2 SIM-картки або 1 SIM-картку і карту пам'яті формату microSD до 128 ГБ. З правого боку розміщені кнопки регулювання гучності та кнопка блокування смартфону. Сканер відбитків пальців знаходиться на задній панелі.
Huawei G8 та G7 Plus продавалися в 3 кольорах: сірому, сріблястому та золотому.
Huawei Maimang 4 продавався в сріблястому та золотому кольорах.

## Технічні характеристики

### Платформа
Смартфон отримав процесор Qualcomm Snapdragon 615 та графічний процесор Adreno 506.

### Батарея
Батарея отримала об'єм 3000 мА·год.

### Камери
Смартфон отримав основну камеру 13 Мп, f/2.0 (ширококутний) з автофокусом, оптичною стабілізацією та можливістю запису відео в роздільній здатності 1080p@30fps. Фронтальна камера отримала роздільність 5 Мп, світлосилу f/2.4 (ширококутний) та здатність запису відео у роздільній здатності 720p@30fps.

### Екран
Екран IPS LCD, 5.5", FullHD (1920 × 1080) зі щільністю пікселів 401 ppi та співвідношенням сторін 16:9.

### Пам'ять
G8 продавався в комплектаціях 2/16 та 3/32 ГБ.
G7 Plus продавався в комплектації 3/32 ГБ.
Maimang 4 продавався в комплектації 2/16 ГБ.

### Програмне забезпечення
Смартфон був випущений на EMUI 3.1 на базі Android 5.1 Lollipop. Був оновлений до EMUI 4 на базі Android 6.0 Marshmallow.